# Vierschansentoernooi 2012
Het Vierschansentoernooi 2012 was de 60e editie van het schansspringtoernooi dat traditioneel rond de jaarwisseling wordt georganiseerd. Het toernooi ging van start op 29 december 2011 met de kwalificatie in Oberstdorf en eindigde op 6 januari 2012 met de afsluitende wedstrijd in Bischofshofen. De schansspringer die over de vier wedstrijden de meeste punten verzamelt, is de winnaar van het Vierschansentoernooi. Alle wedstrijden telden ook mee voor de individuele wereldbeker.
Het toernooi werd gewonnen door de Oostenrijker Gregor Schlierenzauer, die zowel de openingswedstrijd in Oberstdorf als de tweede wedstrijd in Garmisch-Partenkirchen won. Omdat het om een jubileum ging had de organisatie een geldbedrag van 1 miljoen Zwitserse Franken uitgeloofd voor degene die alle vier wedstrijden op zijn naam zou brengen. Dit is uiteindelijk niet gebeurd.

## Programma
| Datum      | Tijd  | Plaats                 | Schans                              | Schansrecord | Detail       |
| ---------- | ----- | ---------------------- | ----------------------------------- | ------------ | ------------ |
| 29/12/2011 | 16:30 | Oberstdorf             | Schattenbergschanze (HS 137)        | 143,5 m      | Kwalificatie |
| 30/12/2011 | 16:30 | Oberstdorf             | Schattenbergschanze (HS 137)        | 143,5 m      | Wedstrijd    |
|            |       |                        |                                     |              |              |
| 31/12/2011 | 14:00 | Garmisch-Partenkirchen | Große Olympiaschanze (HS 140)       | 143,5 m      | Kwalificatie |
| 01/01/2012 | 14:00 | Garmisch-Partenkirchen | Große Olympiaschanze (HS 140)       | 143,5 m      | Wedstrijd    |
|            |       |                        |                                     |              |              |
| 03/01/2012 | 13:45 | Innsbruck              | Bergisel-Schanze (HS 130)           | 136 m        | Kwalificatie |
| 04/01/2012 | 13:45 | Innsbruck              | Bergisel-Schanze (HS 130)           | 136 m        | Wedstrijd    |
|            |       |                        |                                     |              |              |
| 05/01/2012 | 16:30 | Bischofshofen          | Paul-Ausserleitner-Schanze (HS 140) | 143 m        | Kwalificatie |
| 06/01/2012 | 16:30 | Bischofshofen          | Paul-Ausserleitner-Schanze (HS 140) | 143 m        | Wedstrijd    |

## Resultaten

### Oberstdorf
| Uitslag | Uitslag               | Uitslag | Uitslag |
| #       | Naam                  | Land    | Punten  |
| ------- | --------------------- | ------- | ------- |
| 1       | Gregor Schlierenzauer | AUT     | 283,3   |
| 2       | Andreas Kofler        | AUT     | 265,2   |
| 3       | Thomas Morgenstern    | AUT     | 264,3   |
| 4       | Severin Freund        | GER     | 264,0   |
| 5       | Daiki Ito             | JPN     | 262,7   |
| 6       | Anders Bardal         | NOR     | 258,0   |
| 7       | Roman Koudelka        | CZE     | 255,6   |
| 8       | Stephan Hocke         | GER     | 243,8   |
| 9       | Robert Kranjec        | SLO     | 242,2   |
| 10      | Richard Freitag       | GER     | 240,3   |

| Klassement | Klassement            | Klassement | Klassement |
| #          | Naam                  | Land       | Punten     |
| ---------- | --------------------- | ---------- | ---------- |
| 1          | Gregor Schlierenzauer | AUT        | 283,3      |
| 2          | Andreas Kofler        | AUT        | 265,2      |
| 3          | Thomas Morgenstern    | AUT        | 264,3      |
| 4          | Severin Freund        | GER        | 264,0      |
| 5          | Daiki Ito             | JPN        | 262,7      |
| 6          | Anders Bardal         | NOR        | 258,0      |
| 7          | Roman Koudelka        | CZE        | 255,6      |
| 8          | Stephan Hocke         | GER        | 243,8      |
| 9          | Robert Kranjec        | SLO        | 242,2      |
| 10         | Richard Freitag       | GER        | 240,3      |

### Garmisch-Partenkirchen
| Uitslag | Uitslag               | Uitslag | Uitslag |
| #       | Naam                  | Land    | Punten  |
| ------- | --------------------- | ------- | ------- |
| 1       | Gregor Schlierenzauer | AUT     | 274,5   |
| 2       | Andreas Kofler        | AUT     | 270,4   |
| 3       | Daiki Ito             | JPN     | 269,6   |
| 4       | Kamil Stoch           | POL     | 268,0   |
| 4       | Taku Takeuchi         | JPN     | 268,0   |
| 6       | Thomas Morgenstern    | AUT     | 267,9   |
| 7       | Severin Freund        | GER     | 262,2   |
| 8       | Roman Koudelka        | CZE     | 262,1   |
| 9       | Anders Bardal         | NOR     | 256,1   |
| 10      | Simon Ammann          | SUI     | 255,0   |

| Klassement | Klassement            | Klassement | Klassement |
| #          | Naam                  | Land       | Punten     |
| ---------- | --------------------- | ---------- | ---------- |
| 1          | Gregor Schlierenzauer | AUT        | 557,8      |
| 2          | Andreas Kofler        | AUT        | 535,6      |
| 3          | Daiki Ito             | JPN        | 532,3      |
| 4          | Thomas Morgenstern    | AUT        | 532,2      |
| 5          | Severin Freund        | GER        | 526,2      |
| 6          | Roman Koudelka        | CZE        | 517,7      |
| 7          | Anders Bardal         | NOR        | 514,1      |
| 8          | Simon Ammann          | SUI        | 489,8      |
| 9          | Kamil Stoch           | POL        | 489,1      |
| 10         | Robert Kranjec        | SLO        | 487,9      |

### Innsbruck
| Uitslag | Uitslag               | Uitslag | Uitslag |
| #       | Naam                  | Land    | Punten  |
| ------- | --------------------- | ------- | ------- |
| 1       | Andreas Kofler        | AUT     | 252,8   |
| 2       | Gregor Schlierenzauer | AUT     | 247,6   |
| 3       | Taku Takeuchi         | JPN     | 246,7   |
| 4       | Anders Bardal         | NOR     | 244,4   |
| 5       | Roman Koudelka        | CZE     | 239,5   |
| 6       | Thomas Morgenstern    | AUT     | 237,1   |
| 7       | Maximilian Mechler    | GER     | 235,1   |
| 8       | Michael Neumayer      | GER     | 234,4   |
| 9       | Kamil Stoch           | POL     | 232,0   |
| 10      | Lukáš Hlava           | CZE     | 229,5   |

| Klassement | Klassement            | Klassement | Klassement |
| #          | Naam                  | Land       | Punten     |
| ---------- | --------------------- | ---------- | ---------- |
| 1          | Gregor Schlierenzauer | AUT        | 805,4      |
| 2          | Andreas Kofler        | AUT        | 788,4      |
| 3          | Thomas Morgenstern    | AUT        | 769,3      |
| 4          | Anders Bardal         | NOR        | 758,5      |
| 5          | Roman Koudelka        | CZE        | 757,2      |
| 6          | Severin Freund        | GER        | 738,0      |
| 7          | Taku Takeuchi         | JPN        | 731,0      |
| 8          | Daiki Ito             | JPN        | 725,9      |
| 9          | Kamil Stoch           | POL        | 721,1      |
| 10         | Lukáš Hlava           | CZE        | 714,2      |

### Bischofshofen
| Uitslag | Uitslag               | Uitslag | Uitslag |
| #       | Naam                  | Land    | Punten  |
| ------- | --------------------- | ------- | ------- |
| 1       | Thomas Morgenstern    | AUT     | 138,7   |
| 2       | Anders Bardal         | NOR     | 136,5   |
| 3       | Gregor Schlierenzauer | AUT     | 128,4   |
| 4       | Robert Kranjec        | SLO     | 126,8   |
| 5       | Daiki Ito             | JPN     | 126,2   |
| 6       | Roman Koudelka        | CZE     | 124,0   |
| 7       | Michael Hayböck       | AUT     | 123,9   |
| 8       | Dmitri Vasiljev       | RUS     | 123,1   |
| 9       | Kamil Stoch           | POL     | 121,9   |
| 10      | Richard Freitag       | GER     | 119,0   |

| Klassement | Klassement            | Klassement | Klassement |
| #          | Naam                  | Land       | Punten     |
| ---------- | --------------------- | ---------- | ---------- |
| 1          | Gregor Schlierenzauer | AUT        | 933,8      |
| 2          | Thomas Morgenstern    | AUT        | 908,0      |
| 3          | Andreas Kofler        | AUT        | 896,9      |
| 4          | Anders Bardal         | NOR        | 895,0      |
| 5          | Roman Koudelka        | CZE        | 881,2      |
| 6          | Daiki Ito             | JPN        | 852,1      |
| 7          | Severin Freund        | GER        | 843,4      |
| 8          | Kamil Stoch           | POL        | 843,0      |
| 9          | Taku Takeuchi         | JPN        | 842,6      |
| 10         | Richard Freitag       | GER        | 820,4      |